# Tratado de Kanagawa

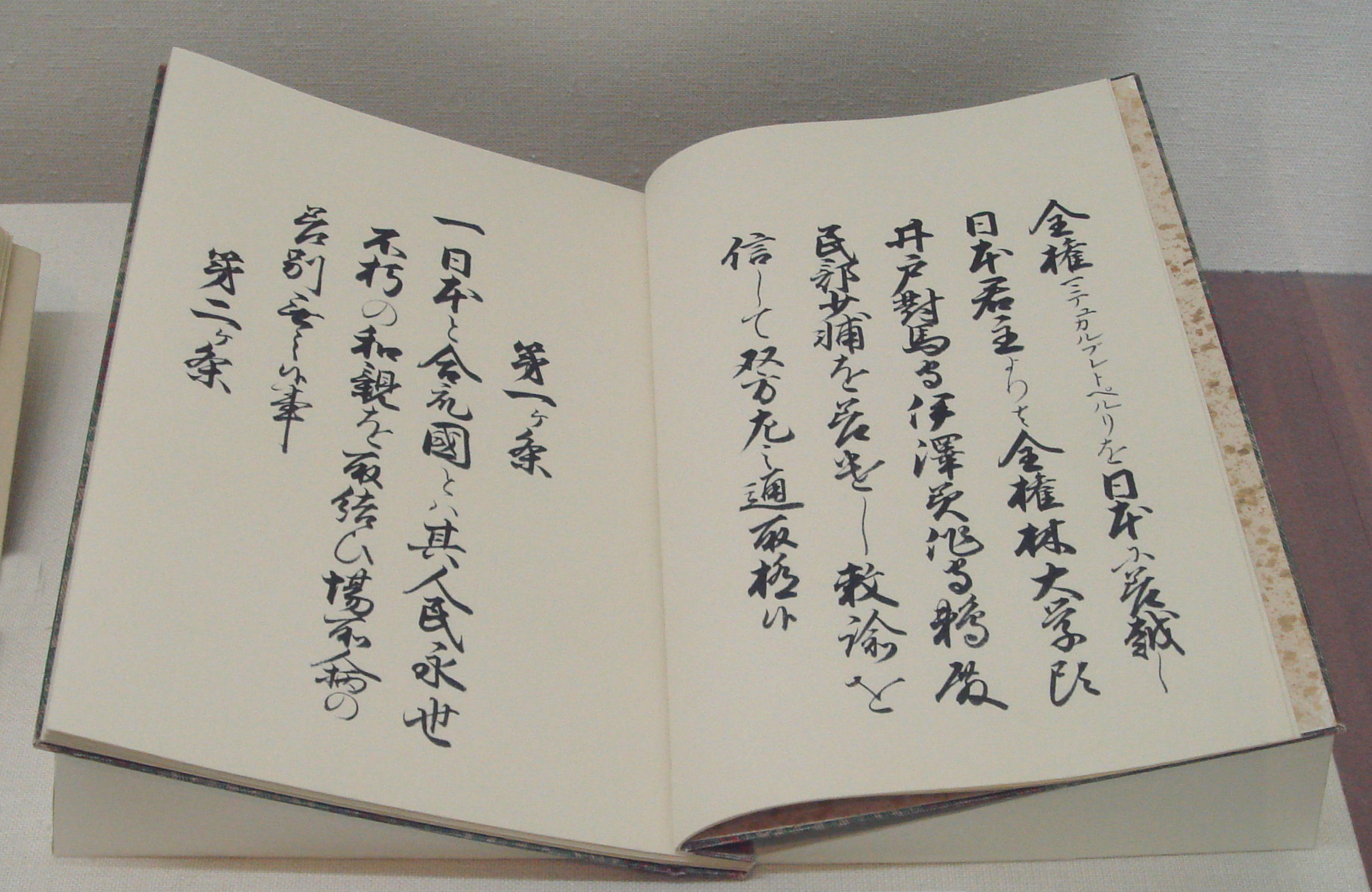
Cópia japonesa da Convenção de Kanagawa, ratificada em 21 de fevereiro de 1855

A Convenção de Kanagawa, também conhecido como Tratado de Kanagawa (神奈川条約, Kanagawa Jōyaku) ou ainda Tratado de Paz e Amizade Japão-Estados Unidos (日米和親条約, Nichibei Washin Jōyaku), foi um tratado assinado entre os Estados Unidos e o Xogunato Tokugawa em 31 de março de 1854. Assinado sob ameaça de força, significou efetivamente o fim da política de reclusão nacional (sakoku) de 220 anos do Japão ao abrir os portos de Shimoda e Hakodate para embarcações americanas. Também garantiu a segurança dos náufragos americanos e estabeleceu a posição de um cônsul americano no Japão. O tratado precipitou a assinatura de tratados semelhantes estabelecendo relações diplomáticas com outras potências ocidentais.
Foi ratificado pelo Congresso dos Estados Unidos e assinado pelo Presidente Franklin Pierce e pelo Imperador Kōmei. Entrou em vigor em 30 de setembro de 1855.